# L-α-Glycerylphosphorylcholin
L-α-Glycerylphosphorylcholin (α-GPC, Cholinalfoscerat) ist ein Metabolit des Phospholipids Phosphatidylcholin. Es kommt natürlich im Gehirn und in den Nieren vor. Es ist ein parasympathomimetischer Vorgänger des Neurotransmitters Acetylcholin. α-GPC kann die Blut-Hirn-Schranke durchdringen, ist dadurch Quelle für die schnelle Bereitstellung von Cholin im Gehirn und wird dort zur Synthese von Acetylcholin benutzt. In Nieren dient α-GPC als Osmolyt der Osmoregulation. α-GPC ist in den USA von der FDA als Generally Recognized As Safe eingestuft.
Eine Verwendung von α-GPC zur Behandlung der Alzheimer-Krankheit und Demenz wird untersucht.